# Milan Ciglar
Milan Ciglar, slovenski gozdarski inženir, naravovarstvenik in organizator popotništva, * 3. december 1923, Zagreb, † 6. marec 1977, Grintovec.

## Življenjepis
Cigler se je udeležil NOB, kjer je bil med drugim politični komisar v Gubčevi in Levstikovi brigadi. Po koncu vojne je vpisal študij na ljubljanski Agronomsko-gozdarski fakulteti, kjer je leta 1955 tudi diplomiral. Po končanem študiju je najprej služboval v Gozdnem gospodarstvu Bled, od 1962 dalje pa na Republiškem sekretariatu za kmetijstvo in gozdarstvo, 1965-66 je bil republiški gozdarski inšpektor. V letih 1966 do 1971 je vodil Inštitut za gozdno in lesno gospodarstvo Slovenije, v okviru katerega je ustanovil odsek za prostorsko planiranje in krajinarstvo. Leta 1977 so mu v Freiburgu (Nemčija) na podlagi predložene disertacije posmrtno podelili doktorat.

## Delo
Cigler, ki se je specializiral za prostorsko problematiko gozdov in varstvo narave, je bil od leta 1972 do 1975 glavni urednik Gozdarskega vestnika. Več let je bil tudi član jugoslovanske komisije v FAO.
Pomemben pa je Ciglarjev delež pri organizaciji popotništva. V Slovenji je organiziral popotništvo oz. pohodništvo ter bil pobudnik ustanavljanja naravoslovnih učnih poti po nemškem zgledu; določil je in skupaj s študenti označil zadnji del evropske pešpoti E-6 skozi Slovenijo.